# Мартин, Ронда
Ро́нда Белл Ма́ртин (англ. Rhonda Belle Martin; 1907 или 1908 — 11 октября 1957) — американская серийная убийца. 49-летняя официантка из Монтгомери, Алабама, в марте 1956 года призналась в отравлении матери, двух мужей и троих детей. В качестве орудия убийства она использовала крысиный яд. Была казнена на электрическом стуле 11 октября 1957 года.

## См.также
- Чанчулли, Леонарда